# Muurglimschoteltje
Het muurglimschoteltje (Lecania cuprea) is een korstmossoort uit het geslacht Lecania. Het leeft in symbiose met een chlorococcoïde alg.

## Kenmerken
Het thallus van deze korstmos is vaalgrijs-groen, vaak begroeid met groene algen, dun en ongelijk, met fijn gerimpelde areolen van minder dan 0,2 mm in diameter of minuscule, onregelmatig korrelige knobbeltjes. De apothecia zijn 0,3–0,5 mm in diameter en hebben een licht roze-bruin kleur. Het hymenium is 40–45 µm hoog. Het hypothecium is kleurloos of licht strogeel. De pycnidia zijn ondergedompeld en wit met conidia van 10–19 × 0,8–1,2 µm, sterk gebogen. De ascosporen zijn 14–28 × 2–3 µm, 1- tot 3(-5)-septaat. De parafysen zijn 1–1,5 µm in diameter, met toppen tot 3 µm.

## Ecologie
Dit korstmos groeit op beschaduwde, harde kalkstenen rotsen, voornamelijk onder droge overhangen diepe spleten.

## Verspreiding
In Nederland komt het muurglimschoteltje zeer zeldzaam voor. Het staat op de rode lijst in de categorie 'verdwenen'.